# Manfred Kötter
Manfred „Manni“ Kötter (* 5. März 1936 in Bramsche; † 4. Februar 2023) war ein deutscher Springreiter und Springreittrainer.
Manfred Kötter war jahrelang Ausbilder im Stall von Paul Schockemöhle. Kötter bildete früher die Pferde von Olympiasieger Ludger Beerbaum aus. Um die Jahrtausendwende war er Trainer der reitenden Soldaten an der Bundeswehrsportschule in Warendorf. In ihren Jugendjahren trainierte er die Springreiterin Eva Bitter. Auch Carsten-Otto Nagel und Bundestrainer Otto Becker sowie Bundestrainer Heiner Engemann trainierten mit ihm. Zu seinen Schützlingen gehörten auch Franke Sloothaak, Ludger Beerbaum, Marco Kutscher, Holger Wulschner, Alois Pollmann-Schweckhorst, Thomas Konle, Patrick Döller, Andreas Kreutzer, Florian Meyer zu Hartum sowie viele andere bekannte Springreiter. Manfred Kötter betreute und beritt vor der Olympiade in Atlanta während der Quarantäne die Springpferde der deutschen Mannschaft. Die von ihm betreute Mannschaft gewann sowohl Einzelgold als auch Mannschaftsgold.